# آیکونوسکوپ

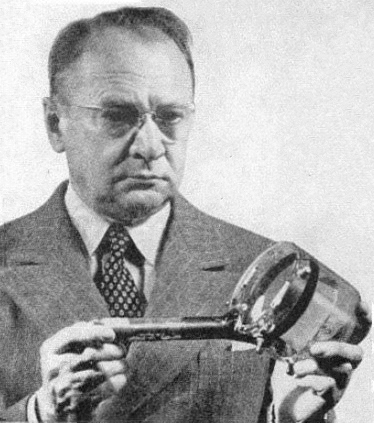
زووریکین در حال نگه داشتن لامپ آیکونوسکوپ، در مقاله ای در مجله ۱۹۵۰

آیکونوسکوپ (از یونانی: εἰκών «تصویر» و σκοπεῖν «نگاه کردن، دیدن») اولین لامپ دوربین فیلمبرداری بود که در دوربین‌های تلویزیونی اولیه استفاده می‌شد. آیکونوسکوپ سیگنال بسیار قوی‌تری نسبت به طرح‌های مکانیکی قبلی تولید می‌کرد و می‌توانست تحت هر شرایطی که نور خوبی داشته باشد، استفاده شود. این اولین سیستم کاملاً الکترونیکی بود که جایگزین دوربین‌های قبلی شد که از نورافکن‌های ویژه یا دیسک‌های چرخان برای گرفتن نور از یک نقطه بسیار روشن استفاده می‌کردند.
برخی از اصول این دستگاه زمانی تشریح شد که ولادیمیر زورکین دو حق امتیاز برای یک سیستم تلویزیونی در سال‌های ۱۹۲۳ و ۱۹۲۵ ثبت کرد. یک گروه تحقیقاتی در آرسی‌ای به سرپرستی زورکین آیکونوسکوپ را در یک کنفرانس مطبوعاتی در ژوئن ۱۹۳۳ به عموم مردم ارائه کرد، و دو مقاله فنی مفصل در سپتامبر و اکتبر همان سال منتشر شد. شرکت آلمانی تلفن‌کن این حقوق را از RCA خریداری کرد و دوربین سوپرآیکونوسکوپ که برای پخش تلویزیونی تاریخی در بازی‌های المپیک تابستانی ۱۹۳۶ در برلین استفاده می‌شد را ساخت.

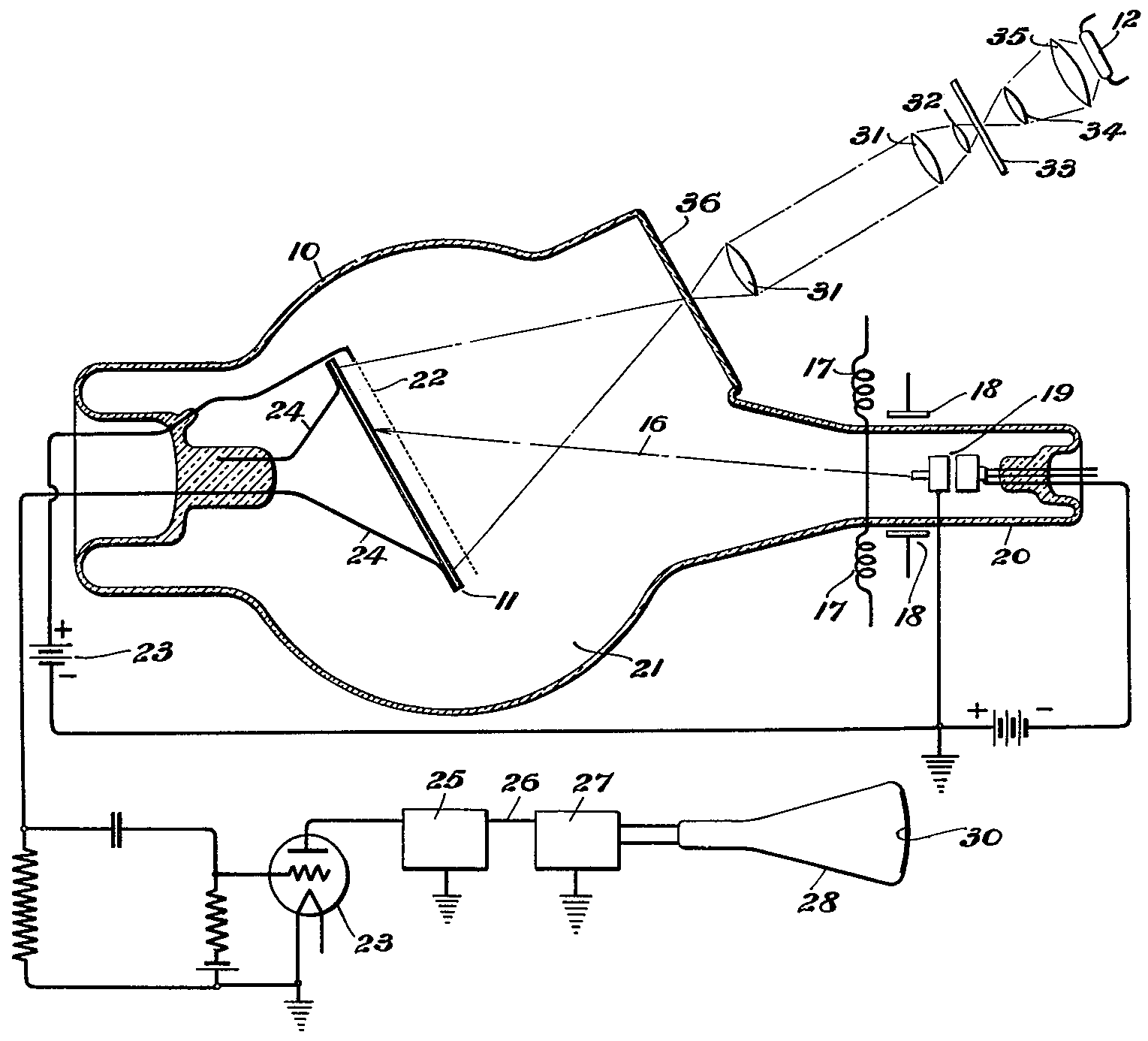
نمودار ثبت اختراع زورکین یک میکروسکوپ UV 1931. دستگاه مشابه آیکونوسکوپ است. تصویر از طریق سری لنزها در سمت راست بالا وارد شد و به سلول‌های فوتوالکتریک روی صفحه تصویر در سمت چپ برخورد کرد. پرتو کاتدی در سمت راست صفحه تصویر را جاروب می‌کند، آن را شارژ می‌کند و سلول‌های فوتوالکتریک یک بار الکتریکی متفاوت با میزان نوری که به آنها برخورد می‌کند، گسیل می‌کنند. سیگنال تصویر بدست آمده از سمت چپ لامپ خلاء قرارگرفته و تقویت‌شده بود.

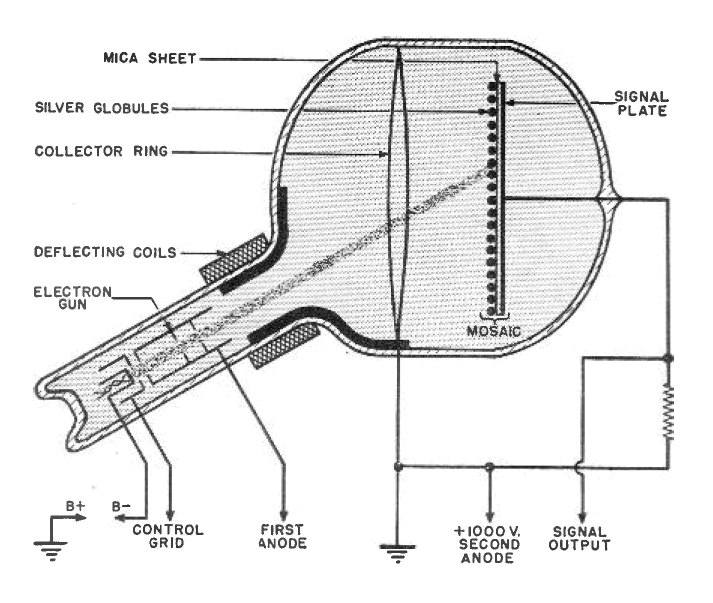
نمودار آیکونوسکوپ

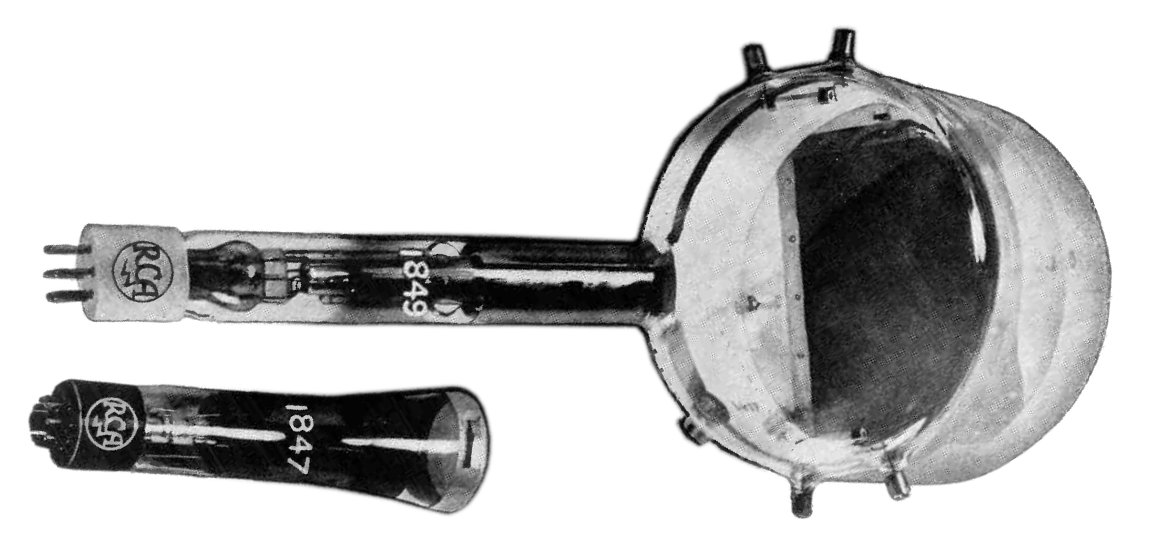
دو لامپ آیکونوسکوپ نوع ۱۸۴۹ (بالا) لامپ رایج مورد استفاده در دوربین‌های تلویزیونی استودیویی بود. لنز دوربین، تصویر را از طریق «پنجره» شفاف لامپ (راست) و روی سطح مستطیلی تیره «هدف» که در داخل آن قابل مشاهده است، متمرکز کرد. نوع ۱۸۴۷ (پایین) یک نسخه کوچکتر بود.